# Tomás Tavares
Tomás Franco Tavares (Peniche, 7 marzo 2001) è un calciatore portoghese, difensore dell'AVS.

## Caratteristiche tecniche
È un terzino destro che può essere impiegato anche in posizione più avanzata oppure sulla fascia opposta.

## Carriera

### Club
Cresciuto nel settore giovanile del Benfica, ha esordito in prima squadra il 17 settembre 2019 disputando l'incontro di Champions League perso 2-1 contro il RB Lipsia.

### Nazionale
Nel giugno del 2023, viene incluso dal selezionatore Rui Jorge nella rosa della nazionale Under-21 portoghese partecipante agli Europei di categoria, organizzati in Romania e Georgia, salvo dovervi rinunciare a causa di un infortunio, venendo sostituito da Bernardo Vital.

## Statistiche
Statistiche aggiornate al 1º novembre 2019.

### Presenze e reti nei club
| Stagione        | Squadra         | Campionato      | Campionato | Campionato | Coppe nazionali | Coppe nazionali | Coppe nazionali | Coppe continentali | Coppe continentali | Coppe continentali | Altre coppe | Altre coppe | Altre coppe | Totale | Totale | Totale |
| Stagione        | Squadra         | Comp            | Pres       | Reti       | Comp            | Pres            | Reti            | Comp               | Pres               | Reti               | Comp        | Pres        | Reti        | Pres   | Reti   |        |
| --------------- | --------------- | --------------- | ---------- | ---------- | --------------- | --------------- | --------------- | ------------------ | ------------------ | ------------------ | ----------- | ----------- | ----------- | ------ | ------ | ------ |
| 2019-2020       | Benfica         | LdH             | 1          | 0          |                 | -               | -               |                    | -                  | -                  |             | -           | -           | 1      | 0      |        |
| 2019-2020       | Benfica         | PL              | 12         | 0          | CP+CdL          | 1+3             | 0               | UCL                | 6                  | 0                  | SP          | 0           | 0           | 22     | 0      |        |
| Totale carriera | Totale carriera | Totale carriera | 13         | 0          |                 | 4               | 0               |                    | 5                  | 0                  |             | -           | -           | 23     | 0      |        |

## Palmarès

### Club

#### Competizioni nazionali
- Supercoppa di Portogallo: 1

Benfica: 2019